# Drevo
Drevo pomeni v botaniki trajno (večletno) rastlino, z značilnim pokončnim olesenelim deblom. Na spodnji strani debla so korenine, zgoraj pa veje, ki tvorijo krošnjo. Običajno so to dolgo živeče in robustne rastline, prilagojene na velika nihanja življenjskih pogojev, kakršno je menjavanje letnih časov v območjih z zmernim podnebjem.
Drevesa pogosto rastejo v sestojih in predstavljajo življenjsko okolje za številne druge organizme. Največjim takim sestojem pravimo gozd, ki je eden najznačilnejših kopenskih ekosistemov na Zemlji. Gozdovi pokrivajo približno četrtino kopnega in vsebujejo ocenjeno 90 % vse svetovne biomase.

## Zgradba dreves
Drevo ima vse običajne rastlinske dele, značilne za višje rastline - korenine, steblo in liste.

### Korenine
Pri lesnatih rastlinah se po kalitvi najprej razvije glavna ali srčna korenina, iz nje izraščajo stranske, ki se delijo na koreninice, na katerih so koreninski laski. Tako nastane koreninski sistem, ki je značilen za posamezne drevesne vrste.

### Deblo
Pri drevesnih vrstah je steblo olesenelo in se imenuje deblo. Glavni, osrednji del debla predstavlja les, ki je obdan s skorjo. Rastline z olesenelim steblom so drevesa in grmi. Razlika med njimi je posledica različnega razvoja stranskih poganjkov (popki). Pri grmih se pospešeno razvijajo poganjki na spodnjem delu rastline, pri drevesih pa je razvoj pospešen na vrhu poganjkov.
Deblo je pokrito s skorjo, ki kot zaščitni plašč varuje drevo. Poleg tega prevaja hranilne snovi od krošnje do korenin.

### List
Oblika listov je eden glavnih znakov za določanje drevesnih vrst. Iglice so posebej prilagojeni listi.

## Pomembnost dreves
Drevo lahko primerjamo s kemično tovarno. Za primer si oglejmo bukev. V 80 letih lahko zraste 25 m visoko. Krošnja ima premer 15 m, prostornino 2700 m³ in 800.000 listov s skupno površino 1600 m², ki zasenči 160 m²]] tal. Vsako uro porabi 2,3 kg ogljikovega dioksida in 1 kg vode ter proizvede 1,6 kg grozdnega sladkorja in 1,7 kg kisika. Ta kisik zadostuje za dihanje 10 ljudi. V 80 letih tako predela 40 milijonov m³ zraka. Vsebuje 15 m³ lesa, ki posušen tehta 12 ton.

## Glavni rodovi dreves

### Magnoliophyta(kritosemenke)

#### Dicotyledones(Magnoliopsida-dvokaličnice)
- Altingiaceae Anacardium occidentale (mahagonovec)
  - Liquidambar vrste (ambrovec)
- družina Anacardiaceae (rujevke)
  - Anacardium occidentale (mahagonovec)
  - Mangifera indica (indijski mangovec)
  - rod Pistacia (rujevina)
  - rod Rhus (octovci)
  - rod Toxicodendron
- družina Annonaceae (anonovke)
  - Annona cherimola
  - Annona reticulata
  - Asimina triloba Asimina triloba
  - Annona muricata
- Apocynaceae (pasjestrupovke)
  - rod Pachypodium (pahipodij)
- družina Aquifoliaceae (bodikovke)
  - rod Ilex (bodika)
- družina Araliaceae (bršljanovke)
  - Kalopanax, Kalopanax pictus (risani kalopanaks)
- družina Betulaceae (brezovke)
  - rod Alnus (jelša)
  - rod Betula (breza)Betula pendula (navadna breza)
  - rod Carpinus (gaber)
  - rod Corylus (leska)
- družina Bignoniaceae (trobentovci)
  - rod Catalpa (cigarar)
- družina Cactaceae (kaktovke)
  - Carnegiea gigantea (saguaro)
- družina Cannabaceae (konopljevke)
  - rod Celtis (koprivovec)
- družina Cornaceae (drenovke)
  - rod Cornus (dren)
- družina Dipterocarpaceae (dipterokarpovke)
  - rod Dipterocarpus  (dipterokarp)
  - rod Sal (šoreja)
- družina Ebenaceae (ebenovke)
  - rod Diospyros (ebenovec)
- družina Ericaceae (vresovke)
  - rod Arbutus (jagodičnica)Arbutus unedo (navadna jagodičnica)
- družina Eucommiaceae (evkomijevke)
  - Eucommia, Eucommia ulmoides (evkomija)
- družina Fabaceae (metuljnice)
  - rod Acacia (akacija)
  - Gleditsia triacanthos (gledičevka)
  - Robinia pseudoacacia  (robinija)
  - rod Laburnum (nagnoj)
  - Caesalpinia echinata (pražiljka ali brazilski les)
- družina Fagaceae (bukovke)
  - rod Castanea (kostanj)Castanea sativa (pravi kostanj)
  - rod Fagus (bukev)
  - rod Nothofagus (bukovec)
  - Lithocarpus densiflorus
  - rod Quercus (hrast)
- družina Fouquieriaceae
  - Fouquieria columnaris
- družina Hamamelidaceae (nepozebnikovke)
  - Parrotia persica
- družina Juglandaceae (orehovke)
  - Juglans (oreh)
  - Carya (hikorija)
  - Pterocarya (krilati oreškar)
- družina Lauraceae (lovorovke)
  - rod Cinnamomum (cimetovec)
  - rod Laurus (lovor)Laurus nobilis (navadni lovor)
  - rod Persea (perzeja)
- družina Lecythidaceae
  - Bertholletia excelsa (brazilski oreh)
- družina Lythraceae
  - rod Lagerstroemia
- družina Magnoliaceae (magnolijevke)
  - rod Liriodendron (tulipanovec)
  - rod Magnolia (magnolija)
- družina Malvaceae (vključno z Tiliaceae (lipovke) in Bombacaceae)
  - rod Adansonia (baobab)Adansonia digitata (baobab)
  - rod Bombax
  - rod Brachychiton
  - Ceiba pentandra (kapokovec)
  - rod Durio (durjo)
  - Ochroma lagopus (balsovec)
  - Theobroma cacao (kakavovec)
  - rod Tilia (lipa)
- družina Meliaceae (melijevke)
  - Azadirachta indica (neem ali azadirahta)
  - rod Melia (melija)
  - rod Khaya (kaja)
  - rod Swietenia (svitenija)
- družina Moraceae (murvovke)
  - rod Ficus (smokvovec)Ficus carica (navadni smokvovec)
  - rod Morus (murva)
- družina Myristicaceae
  - rod Mysristica (muškatovec)
- družina Myrtaceae (mirtovke)
  - rod Eucalyptus (evkaliptus)
  - rod Myrtus (mirta)
  - Psidium guajava (gvajava)
- družina Nyssaceae (včasih vključene v Cornaceae (drenovke))
  - rod Nyssa
  - Davidia involucrata (davidija)
- družina Oleaceae (oljkovke)
  - rod Olea (oljka)
  - rod Fraxinus (jesen)
- družina Paulowniaceae
  - rod Paulownia (pavlovnija)
- družina Platanaceae (platanovke)
  - rod Platanus (platana)
- družina Rhizophoraceae
  - rod Rhizophora
- družina Rosaceae (rožnice)
  - rod Sorbus (jerebika)
  - rod Crataegus (glog)
  - rod Pyrus (hruška)
  - rod Malus (jablana)Malus domestica (jablana)
  - rod Prunus (sliva)
- družina Rubiaceae (broščevke)
  - rod Coffea (kavovec)
- družina Rutaceae (rutičevke)
  - rod Citrus
  - rodPhellodendron (plutovec)
  - rod Tetradium
- družina Salicaceae (vrbovke)
  - Populus (topol)
  - rod Salix (vrba)
- Sapindaceae (vključno z Aceraceae (javorovke), Hippocastanaceae (divjekostanjevke) )
  - rod Acer (javor)Acer platanoides (ostrolistni javor)
  - rod Aesculus (divji kostanj)
  - Ungnadia speciosa
  - Litchi chinensis (liči)
  - Koelreuteria
- družina Sapotaceae (sapotovke)
  - Argania spinosa (arganovo drevo)
  - rod Palaquium
  - Sideroxylon grandiflorum, prej Calvaria major
- družina Simaroubaceae (jesenovčevke)
  - rod Ailanthus (jesenovec, pajesen)
- družina Theaceae (čajevke)
  - rod Gordonia
  - rod Stewartia
- družina Thymelaeaceae (volčinovke)
  - rod Gonystylus
- družina Ulmaceae (brestovke)
  - rod Ulmus (brest)
  - rod Zelkova (zelkova)
- družina Verbenaceae (sporiševke)
  - rod Tectona (tikovec)

#### Monocotyledones (Liliopsida-enokaličnice)
- Agavaceae (agavovke)
  - Cordyline australis
  - Dracaena draco (Navadna zmajevka)
  - rod Yucca (juke)
- družina Arecaceae (palmovke)
  - Areca catechu (betlova palma)
  - Cocos nucifera (kokosova palma)
  - Phoenix dactylifera (Pravi datljevec)
  - Trachycarpus fortunei (Visoka žumara)
- družina Poaceae (trave)
  - poddružina Bambusoideae

Opomba: bananovec spominja na katero od palm, vendar ni drevo, saj steblo ne oleseni.

### Pinophyta(iglavci- mehkolesna drevesa)
- družina Araucariaceae (aravkarijevke)Juniperus chinensis (kitajski brin)
  - rod Araucaria (aravkarija)
  - rod Agathis
  - Wollemia nobilis (volemija)
- družina Cupressaceae (cipresovke)
  - rod Cupressus  (cipresa)
  - rod Chamaecyparis (pacipresa)
  - rod Juniperus (brin)
  - Fitzroya cupressoides
  - rod Sequoia (sekvoja)
  - rod Sequoiadendron (mamutovec)Sequoiadendron giganteum (mamutovec)
  - rod Metasequoia (metasekvoja)
  - rod Thuja (klek)
  - Taxodium (močvirska cipresa)
  - rod Cryptomeria (kriptomerija)
- družina Pinaceae (borovke)
  - rod Pinus (bor)
  - rod Picea (smreka)
  - rod Larix (macesen)
  - rod Pseudotsuga (duglazija)
  - rod Abies (jelka)
  - rod Cedrus (cedra)
- družina Podocarpaceae (podokarpovke)
  - Afrocarpus falcatusPicea abies (navadna smreka)
  - Podocarpus totara
  - Prumnopitys ferruginea
  - Dacrycarpus dacrydioides
  - Dacrydium cupressinum
- družina Sciadopityaceae
  - rod Sciadopitys
- družina Taxaceae (tisovke)
  - rod Taxus (tisa)
- družina Cephalotaxaceae
  - rod Cephalotaxus

### Ginkgophyta(ginkovci)
- družina Ginkgoaceae (ginkovke)
  - rod Ginkgo (ginko)

### Cycadophyta(sagovci)
- družina Cycadaceae (sagovke)
  - Cycas angulata
- družina Zamiaceae
  - Lepidozamia hopei

### Gnetophyta(gnetovci)
- družina Ephedraceae ()
  - rod Ephedra ()
- družina Gnetaceae (gnetovke)
  - rod Gnetum ()
- družina Welwitschiaceae (velbičevke)
  - rod Welwitschia (Velbičevka)
    - vrsta Welwitschia mirabilis (velbičevka)

### Pterophyta(praproti)
- družini Cyatheaceae (drevesne praproti)  in Dicksoniaceae
  - drevesne praproti, Cyathea, Alsophila, Dicksonia (ni monofiletska skupina)

### Drevesa fosili
- Wattieza, najstarejša znana drevesa